# Poédogo (Ouahigouya)
Pour les articles homonymes, voir Poédogo.
Poédogo est une localité située dans le département de Ouahigouya de la province du Yatenga dans la région Nord au Burkina Faso.

## Géographie
Poédogo se trouve à 3 km au nord-est du centre de Ouahigouya, le chef-lieu du département, dont il constitue désormais un faubourg voire un quartier. La localité est traversée par la route nationale 23.

## Santé et éducation
Le centre de soins le plus proche de Poédogo est le centre hospitalier régional (CHR) de Ouahigouya.